# Площадь Ленина (Нижний Новгород)
Площадь Ле́нина — главная площадь Заречной части Нижнего Новгорода, находится в Канавинском районе. В центре площади расположен 17-метровый памятник Ленину.
Модернистская площадь с явным духом 70-х часто служила местом проведения знаковых городских мероприятий, в частности митингов и выставок, в XXI веке утратила часть былой парадности. 

## Строительство площади
В 1967 году в городе Горьком, к столетию В. И. Ленина, было решено создать центральную площадь имени Ленина. Обосновывалось это тем, что Владимир Ильич неоднократно бывал в Нижнем и стоял у истоков местной социал-демократической партии.
В 1968 году место было объявлено ударной комсомольской стройкой.
Архитекторы выбрали место для площади в районе Нижегородской ярмарки, на территории, ограниченной Советской, Мурашкинской и Совнаркомовской улицами.

## Особенности площади
Территория хорошо доступна на общественном транспорте и пешком. Несмотря на то, что зелёные насаждения в округе имеются, они не доступны достаточно легко и зелени на площади не хватает (см. ниже). Зона попадает под охранный режим, там запрещено строительство капитальных объектов, разрешено только благоустройство.
Основная функция площади — транзитная для населения близлежащих жилых кварталов. На 2020 год она принимает около 7 мероприятий в год в основном политического оттенка (митинги, акции). В прошлом здесь проходили выставки, например мотоклуба, ретро-автомобилей.

### Критика
Согласно исследованию 2020 года, на площади не хватает зелёных насаждений и мест отдыха. Кроме того, есть ряд точечных недостатков — технический павильон с инженерными сетями создаёт не самый лучший фон для монумента в центре.
Кроме того, жители высказали просьбу развить инфраструктурные функции — туалет, детскую площадку. ИРГСНО рекомендует завести кафе и визуально отделить автопарковку, например, деревьями. Также была высказана идея создать археологический музей под площадью — он бы мог стать дополнительным объектом притяжения для жителей, такого музея не хватает в городе, его удачно можно разместить под землёй так, что выход будет на Ярмарочную площадь. Однако вопрос финансирования такого проекта не рассматривался.

## Транспорт
По площади Ленина проходит большое число автобусов и маршрутных такси. До 2011 года через площадь проходили трамвайные пути, движение по которым было закрыто 18 апреля 2009 года, в связи с аварийным состоянием Канавинского моста, по которому проходили трамваи 1 и 27 маршрутов. В 1993 году на площади началось строительство станции «Ярмарка» Нижегородского метрополитена, но в 1996 году строительство было прекращено.